# Shibuichi
Shibuichi je japanska slitina bakra i srebra, najčešće u omjeru 1 dijela srebra i 3 dijela bakra. Predmeti od ove slitine u pravilu su patinirani u crnu ili purpurno crnu boju te dodatno ukrašavani umetcima od zlata, srebra, mjedi, bakra i bronce. Dugo ju se rabilo u izradi ukrasnih dijelova japanskog mača (katane).

## Vanjske poveznice
- Introduction to japanese alloys
- Japanese Irogane alloys and patination